# Afrikaans kampioenschap voetbal 1959
De African Cup of Nations 1959 was de tweede editie van de Afrika Cup, het kampioenschap voor nationale voetbalelftallen. Het werd van 22 tot en met 29 mei gespeeld in het stadion van Al-Ahly in Caïro, Verenigde Arabische Republiek (VAR). De VAR was toen een drie jaar durende unie tussen Egypte en Syrië. Titelverdediger en gastland Egypte won, dit keer onder de naam VAR, voor de tweede keer de Afrika Cup

## Deelnemende landen
| Land                                | Aantal deelnames | Deelnames op rij | Vorige deelname |
| ----------------------------------- | ---------------- | ---------------- | --------------- |
| Verenigde Arabische Republiek (t/g) | 2e               | 2                | 1957            |
| Ethiopië                            | 2e               | 2                | 1957            |
| Soedan                              | 2e               | 2                | 1957            |

t = titelverdediger, g = gastland

## Speelstad
| Caïro                              |
| ---------------------------------- |
| Al Ahly Stadion Capaciteit: 25.000 |
| · Caïro                            |

## Groepsfase

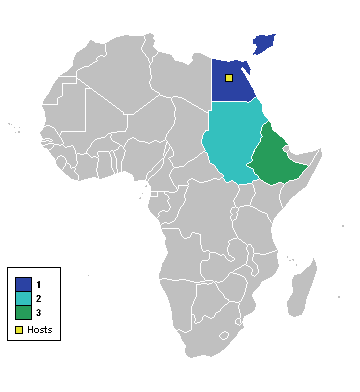
Deelnemende landen

| Land                          | Wed | Win | Gel | Ver | DV | DT | +/− | Pnt |
| ----------------------------- | --- | --- | --- | --- | -- | -- | --- | --- |
| Verenigde Arabische Republiek | 2   | 2   | 0   | 0   | 6  | 1  | +5  | 4   |
| Soedan                        | 2   | 1   | 0   | 1   | 2  | 2  | 0   | 2   |
| Ethiopië                      | 2   | 0   | 0   | 2   | 0  | 5  | –5  | 0   |

|                                |                                         |                  |          |                                                                                       |
| 22 mei 1959 «onderlinge duels» | Verenigde Arabische Republiek           | 4 – 0            | Ethiopië | Al Ahlystadion, Caïro Toeschouwers: 30.000 Scheidsrechter: Zivko Bajic ( Joegoslavië) |
| 22 mei 1959 «onderlinge duels» | El-Gohary 29', 42', 73' El-Sherbini 64' | Wedstrijdverslag |          | Al Ahlystadion, Caïro Toeschouwers: 30.000 Scheidsrechter: Zivko Bajic ( Joegoslavië) |

|                                |            |                  |          |                                                                                      |
| 25 mei 1959 «onderlinge duels» | Soedan     | 1 – 0            | Ethiopië | Al Ahlystadion, Caïro Toeschouwers: 20.000 Scheidsrechter: M. Tsissis ( Griekenland) |
| 25 mei 1959 «onderlinge duels» | Drissa 40' | Wedstrijdverslag |          | Al Ahlystadion, Caïro Toeschouwers: 20.000 Scheidsrechter: M. Tsissis ( Griekenland) |

|                                |                               |         |            |                                                                                       |
| 29 mei 1959 «onderlinge duels» | Verenigde Arabische Republiek | 2 – 1   | Soedan     | Al Ahlystadion, Caïro Toeschouwers: 30.000 Scheidsrechter: Zivko Bajic ( Joegoslavië) |
| 29 mei 1959 «onderlinge duels» | Baheeg 12', 89'               | details | 65' Manzul | Al Ahlystadion, Caïro Toeschouwers: 30.000 Scheidsrechter: Zivko Bajic ( Joegoslavië) |

| Afrika Cup Winnaar 1959            |
| ---------------------------------- |
| VER. ARABISCHE REPUBLIEK 2de titel |

## Doelpuntenmakers
3 doelpunten
- Mahmoud El-Gohary

2 doelpunten
- Essam Baheeg

1 doelpunt
- Mimi El-Sherbini
- Drissa
- Siddiq Manzul